# Magda Fontanges
Pour les articles homonymes, voir Fontanges (homonymie).
Magda Fontanges, née le 10 mai 1905 à La Roche-sur-Yon (Vendée), et morte  le 1er octobre 1960 à Genève (Suisse), de son vrai nom Madeleine, Jeanne Coraboeuf, est une actrice et journaliste française. Elle fut brièvement la maîtresse de Mussolini au milieu des années 1930, puis pendant la Seconde Guerre mondiale espionne pour le compte de l'Allemagne.

## Biographie

### Avant la Seconde Guerre mondiale

#### Origines familiales
Magda Fontanges naît à La Roche-sur-Yon. Elle est la fille du peintre et graveur Jean Coraboeuf, grand prix de Rome en 1898. Elle a une enfance difficile : à l'âge de sept ans, elle perd sa mère et à l'adolescence, elle est renvoyée des établissements scolaires qu'elle fréquente. En 1924, elle épouse à 19 ans Yves-Emile Laferrière, secrétaire général de la Préfecture de Vendée nommé peu après sous-préfet de Lozère. Un département qui ne convient guère au tempérament fougueux et à l'ambition de la jeune femme. Après deux ans de mariage, elle divorce et file à Paris où vit son père. C'est alors qu'elle prend le pseudonyme de Fontanges du nom d'une  maîtresse de Louis XIV.

#### Actrice
Sa carrière d'actrice fut assez courte, elle a tourné notamment dans un film d'André Chotin Pas un mot à ma femme, avec Fernandel, en 1931. Elle a été également pensionnaire au théâtre de l'Odéon à Paris. Son physique lui ouvre bien des portes, elle sort avec plusieurs hommes politiques en vue et fréquente le monde diplomatique, devenant une figure du Tout-Paris.

#### Journaliste
En 1935, elle devient journaliste. Usant de son pouvoir de séduction, elle obtient la correspondance romaine du Matin puis du quotidien genevois La Liberté. À Rome, elle réalise une interview du Duce, dont elle devient la maîtresse. Une liaison qui sera toutefois de courte durée et dont Magda fera ses choux gras par deux fois dans la presse (Times et Confessions, 1937). Furieux, Mussolini la fait expulser d'Italie. La jeune femme, pensant que c'est le fait de l'ambassadeur de France à Rome, le comte Charles de Chambrun, fait feu sur celui-ci à deux reprises, à Paris, à la gare du Nord, le 17 mars 1937. Défendue par maître René Floriot, elle n'est condamnée qu'à un an de prison avec sursis (de 1937 à 1955, elle entretiendra également une relation avec son avocat).
En novembre 1937, les États-Unis la refoulent de leur territoire alors que, venue sur le Normandie, elle tente de débarquer à New York.

### Seconde Guerre mondiale

#### Expulsion d'Allemagne, travail avec l'Abwehr
Lorsque la guerre éclate, Magda, qui est alors en Allemagne, est expulsée. Elle tente de gagner clandestinement l'Espagne, sans succès, arrêtée à Hendaye elle est incarcérée à Bayonne. Elle est libérée par les Allemands à la condition de travailler pour l'Abwehr, le service de renseignement de l'armée allemande. Une mission qu'elle remplit alors que, dans le même temps, en véritable agent double sous le nom d' Héléna, elle informe des ministres du gouvernement de Vichy sur le gouvernement fasciste italien, où elle a gardé des contacts et à l'Italie elle donne des renseignements sur la France.

### Rupture avec l'Abwehr
Elle est rejetée par l'Abwehr. Après des missions à Bruxelles, Marseille et Paris, le SD, le service de renseignement de la SS, lui obtient une couverture au quotidien Paris-Soir. Elle travaille désormais pour le SD avant qu'ils ne la lâchent, lassés de ses frasques peu compatibles avec ses missions d'agent secret. Elle est renvoyée du journal dans lequel elle travaille. Elle devient serveuse dans une auberge de la banlieue parisienne avant de se rendre à Nice, où elle essaye en vain d'obtenir l'aide des Italiens. Elle revient finalement à Paris, où elle devient, en 1943, la maîtresse du patron de la Gestapo française, Henri Lafont. Elle fait alors partie du Tout-Paris collaborateur.

### Après-guerre
À la Libération, alcoolique et droguée, elle se réfugie dans le village natal de son père Pouillé-les-Coteaux près d'Ancenis (Loire Atlantique). Elle est finalement arrêtée en mars 1946 pour collaboration avec l'ennemi. Selon les services britanniques, les renseignements qu'elle aurait fournis aux nazis sont parmi les plus importants de toute l'Europe. Elle est condamnée à 15 ans de travaux forcés et vingt ans d’interdiction de séjour, à l’indignité nationale à vie et à la confiscation de tous ses biens, pour « intelligence avec l’ennemi et trahison ».

#### Emprisonnement et résidence surveillée
« Mata Hari de pacotille », selon les mots du journal Libération de l'époque, Magda est d'abord internée au fort du Hâ. Elle est ensuite emprisonnée à la prison pour femmes de Mauzac de 1948 à 1951, puis à la prison de Pau.
Elle est libérée en 1952 et placée en résidence surveillée à Melun. Elle tient un bar sous un prête-nom à Paris. Arrêtée à nouveau pour ne pas avoir respecté les termes de sa liberté conditionnelle, elle est incarcérée à la prison de la Petite Roquette à Paris. Elle est à nouveau libre en 1955.

#### Séjour en asile psychiatrique
Après avoir tenté, en 1955, de voler un tableau d’Utrillo chez son avocat et amant Maître Floriot, elle est finalement internée dans un asile psychiatrique durant quatre ans. Peu après sa sortie, elle se suicide par absorption d'une dose mortelle de somnifère au Centre de protection de la femme, à Genève, où elle avait été recueillie.